# Provincie Siena
Siena (Provincia di Siena) je italská provincie v oblasti Toskánsko. Sousedí na severu s provincií Firenze, na severovýchodě s provincií Arezzo, na východě s provinciemi Perugia a Terni, na jihu s provinciemi Viterbo a Grosseto a na západě s provincií Pisa.

## Okolní provincie
| Růžice kompasu |          | Firenze         | Arezzo  | Růžice kompasu |
| Růžice kompasu | Pisa     | Sever           | Perugia | Růžice kompasu |
| Růžice kompasu | Pisa     | Provincie Siena | Perugia | Růžice kompasu |
| Růžice kompasu | Pisa     | Jih             | Perugia | Růžice kompasu |
| Růžice kompasu | Grosseto | Viterbo         | Terni   | Růžice kompasu |